# Missio
Missio (souvent stylisé en MISSIO) est un duo américain de pop rock, originaire d'Austin, au Texas. Il est composé du membre fondateur, Matthew Brue (chanteur-compositeur-producteur) et de David Butler (compositeur-producteur). 

## Histoire

### Débuts (2014–2019)
Le groupe Missio est formé en 2014 par le compositeur et chanteur Matthew Brue. Après l'achèvement de ses démos, Brue engage son ami et producteur David Butler pour collaborer sur leur EP éponyme, qui paraîtra en novembre 2016. Après un succès en ligne inattendu, Matthew fait sa première apparition sous le nom de Missio au festival SXSW en 2016 accompagné de David Butler. Matthew invite donc David à le rejoindre pour que Missio devienne un groupe en juillet 2016. 
Brue est à la base un artiste solo sous le nom de Missio avant l'arrivée de Butler. Il collabore sur les chansons Nostalgia et Darling de Said the Sky à la mi-2015. Au cours d'une interview, Brue explique que le nom Missio vient du mot latin signifiant mission. Cette phrase est importante pour lui, car elle évoque la période de sa vie pendant laquelle il se remettait d'une dépendance et avait donc le mot tatoué sur son bras. En 2017, Missio signe un contrat d'enregistrement avec le label RCA Records et sort le single Middle Fingers, qui culmine à la 9e place du tableau Alternative Songs. Le premier album de Missio, intitulé Loner, sort le 19 mai 2017. 
Le 28 septembre 2018, Missio poste sur sa page Facebook que son deuxième album, encore sans titre, est complet. Six mois plus tard, le 15 mars, ils annoncent que le nom du nouvel album serait The Darker the Weather // The Best the Man. Son album paraît le 12 avril 2019. Cet album avec un titre signifiant en français « Plus le temps est sombre, meilleur est l'homme » sort le 12 avril 2019 et contient 13 morceaux.

### Derniers albums (depuis 2020)
Le troisième album du groupe sort le 23 octobre 2020. L'album commence à être imaginé quelques mois seulement après la sortie de The Darker the Weather // The Better the Man en avril 2019 alors que le groupe venait de terminer les premiers concerts européens dans des villes que Matthew Brue trouve qu'elles font partie des plus belles du monde. Brue est inspiré en rentrant de cette tournée européenne, en repensant à ces villes et au fait que leur musique traverse l'océan, ce qu'il trouve surréaliste.
En 2023, Missio sort une série d'EP et de singles, I Am Sad, Easy, Good Vibrations, Big Stacks, I Am High, Goodbye to the Old Me, Making Me Nervous, Heart Made of Dynamite et I Am Awesome. Le cinquième album de Missio, intitulé I Am Cinco, sort le 3 mai 2024,.

## Membres
- Matthew Brue - chant, compositeur, producteur (depuis 2015)
- David Butler - auteur-compositeur-producteur (depuis 2016)

## Discographie

### EP
- Skeletons: Part 1 (2017)
- Skeletons: Part 2 (2018)

### Singles
| Année                                                                                             | Titre                          | Meilleure position | Meilleure position | Meilleure position | Meilleure position | Album                                             |
| Année                                                                                             | Titre                          | US Alt             | US Main.           | US Rock            | US Rock Airplay    | Album                                             |
| ------------------------------------------------------------------------------------------------- | ------------------------------ | ------------------ | ------------------ | ------------------ | ------------------ | ------------------------------------------------- |
| 2017                                                                                              | Middle Fingers                 | 9                  | 16                 | 18                 | 10                 | Loner                                             |
| 2017                                                                                              | Everybody Gets High            | —                  | —                  | —                  | —                  | Loner                                             |
| 2017                                                                                              | Bottom of the Deep Blue Sea    | 34                 | —                  | —                  | —                  | Loner                                             |
| 2019                                                                                              | Rad Drugz                      | —                  | —                  | —                  | —                  | The Darker the Weather // The Better the Man      |
| 2019                                                                                              | Sing To Me                     | —                  | —                  | —                  | —                  | The Official Death Stranding: Timefall Soundtrack |
| 2020                                                                                              | Wolves                         | —                  | —                  | —                  | —                  | Can You Feel The Sun                              |
| 2020                                                                                              | Hoodie Up                      | —                  | —                  | —                  | —                  | Can You Feel The Sun                              |
| 2020                                                                                              | Don't Forget To Open Your Eyes | —                  | —                  | —                  | —                  | Can You Feel The Sun                              |
| 2020                                                                                              | Can You Feel The Sun           | —                  | —                  | —                  | —                  | Can You Feel The Sun                              |
| « — » signifie que le titre n'est pas entré dans le classement ou qu'il n'a pas encore été sorti. |                                |                    |                    |                    |                    |                                                   |